# Jean Carduner
Jean René Carduner (* 18. November 1926 in Carhaix-Plouguer; † 18. August 1990) war ein französisch-amerikanischer Romanist und Fremdsprachendidaktiker.

## Leben
Carduner studierte an der Sorbonne. Er ging in die Vereinigten Staaten und lehrte ab 1954 an der University of Michigan in Ann Arbor. 1959 promovierte er  an der University of Minnesota mit der Arbeit  La création romanesque chez Malraux (Paris 1968, 1971, 1995). In Ann Arbor war er von 1984 bis 1987 Chair des Department of Romance Languages and Literatures.

Carduner war von 1983 bis 1985 Präsident der American Association of Teachers of French (AATF).

## Werke
- (mit Robert Louis Politzer und Michio P. Hagiwara) L’échelle. Structures essentielles du français, Waltham, Mass. 1966
- (Hrsg.) Musset, On ne badine pas avec l’amour, Englewood Cliffs 1967
- (Hrsg. mit Sylvie Carduner) L’Amérique d’aujourd’hui vue par les Français, Englewood Cliffs 1968
- La création romanesque chez Malraux, Paris, 1968
- (Hrsg. mit Guy Mermier und Michael Kelly Spingler) Nouvelles et récits du XXème siècle, New York 1971
- (mit Sylvie Carduner) Contextes. A college reader, Lexington, Mass. 1974
- (mit Michel Benamou) Le Moulin à paroles. Méthode avancée de conversation et de composition, Boston/Toronto 1963, Waltham, Mass. 1971; u. d. T. Le Moulin à paroles. Conversation et composition au niveau avancé, Paris 1974, 1977, 1984
- (Hrsg.) Pratiques culturelles,  Ann Arbor 1983